# Rob McDonald
Robert Roderick ("Rob") McDonald (Hull, 22 januari 1959) is een Engels coach en voormalig voetballer.

## Speler
Rob McDonald was een kopsterke spits die zijn carrière begon in 1974 bij Hull City. Vijf jaar lang kwam hij uit voor de The Tigers. Daarna vertrok hij naar Nederland en ging spelen voor Cambuur, speelde daar één jaar en vertrok naar FC Wageningen en later Willem II waar hij ook één jaar speelde. Daarna kwam McDonald drie jaar uit voor FC Groningen, waar hij een gemiddelde haalde van 1 goal per twee wedstrijden. Hierdoor verdiende hij in 1985 een transfer naar PSV. In 25 competitiewedstrijden scoorde hij 15 keer en wint met PSV de landstitel. De Eindhovenaren willen een beweeglijkere spits voor het twee-spitsensysteem en verkopen hem na een jaar aan Sporting Lissabon. Waarna hij nog speelde voor wederom FC Groningen, Racing Jet de Bruxelles, Ikast FS, Newcastle United, Beşiktaş en Veendam. McDonald speelde van 1974 tot 1992 bij twaalf verschillende clubs, in zes verschillende landen.

## Trainer
Na zijn actieve carrière werd Rob McDonald voetbaltrainer. Hij werd assistent-trainer bij FC Emmen en later FC Zwolle. Daarna werd hij kampioen met de amateurs van DOVO waarna hij terugkeerde in de Eredivisie als trainer van De Graafschap. Hij was ook trainer van Ajax Cape Town in Zuid-Afrika, Cambuur Leeuwarden, Sligo Rovers in Ierland en de Slowaakse club AS Trencín van Tscheu La Ling. Sinds september 2009 was McDonald actief bij V.V. De Meern. Eens in de week trainde hij de vrouwentak van de voetbalvereniging en ondersteunde hij de trainers van de A-, B- en C-jeugdselecties. Toen Koos Waslander als interim-coach werd ontslagen bij DOVO werd McDonald opnieuw aangesteld als trainer om met de ploeg lijfsbehoud in de Hoofdklasse B veilig te stellen. Hiermee sleepte hij ook de districtsbeker in de wacht door in de finale na verlenging met 4-1 te winnen van Zwaluwen'30. Daarna was McDonald bij DOVO werkzaam als technisch manager.
Rob McDonald tekende in januari 2013 voor anderhalf jaar bij hoofdklasser vv Nunspeet waar McDonald in de wedstrijd tegen Harkemase Boys voor het eerst op de bank zat. In het seizoen 2012/2013 degradeerde vv Nunspeet onder leiding van McDonald.
Vanaf seizoen 2016/2017 zal hij terugkeren bij V.V. De Meern als hoofd jeugdopleiding, hij neemt dan de taken over van Robert Roest.